# Bipa

Ehemaliges Logo

Bipa (Eigenschreibweise in Großbuchstaben) ist ein österreichisches Unternehmen mit Sitz in Wiener Neudorf. Es betreibt rund 600 Filialen und zählt damit zu den größten Drogeriefachhändlern Österreichs. Bipa wurde Anfang der 1980er Jahre von Karl Wlaschek als Schwestergesellschaft von Billa gegründet. 1996 erwarb die Rewe Group das Unternehmen, heute ist Bipa ein Geschäftsbereich von Rewe International.

## Geschichte

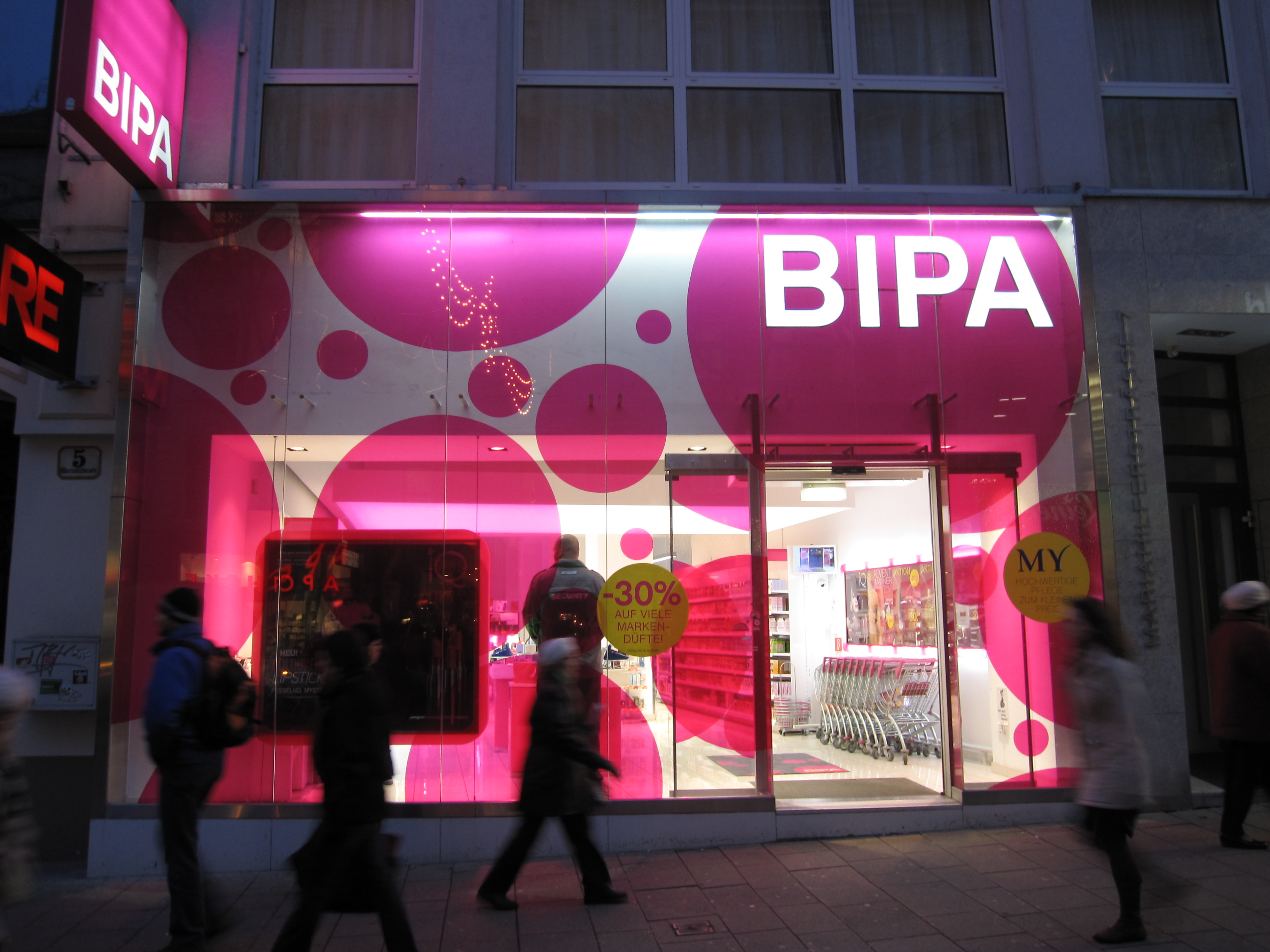
Bipa-Filiale in der Mariahilfer Straße in Wien (2009)

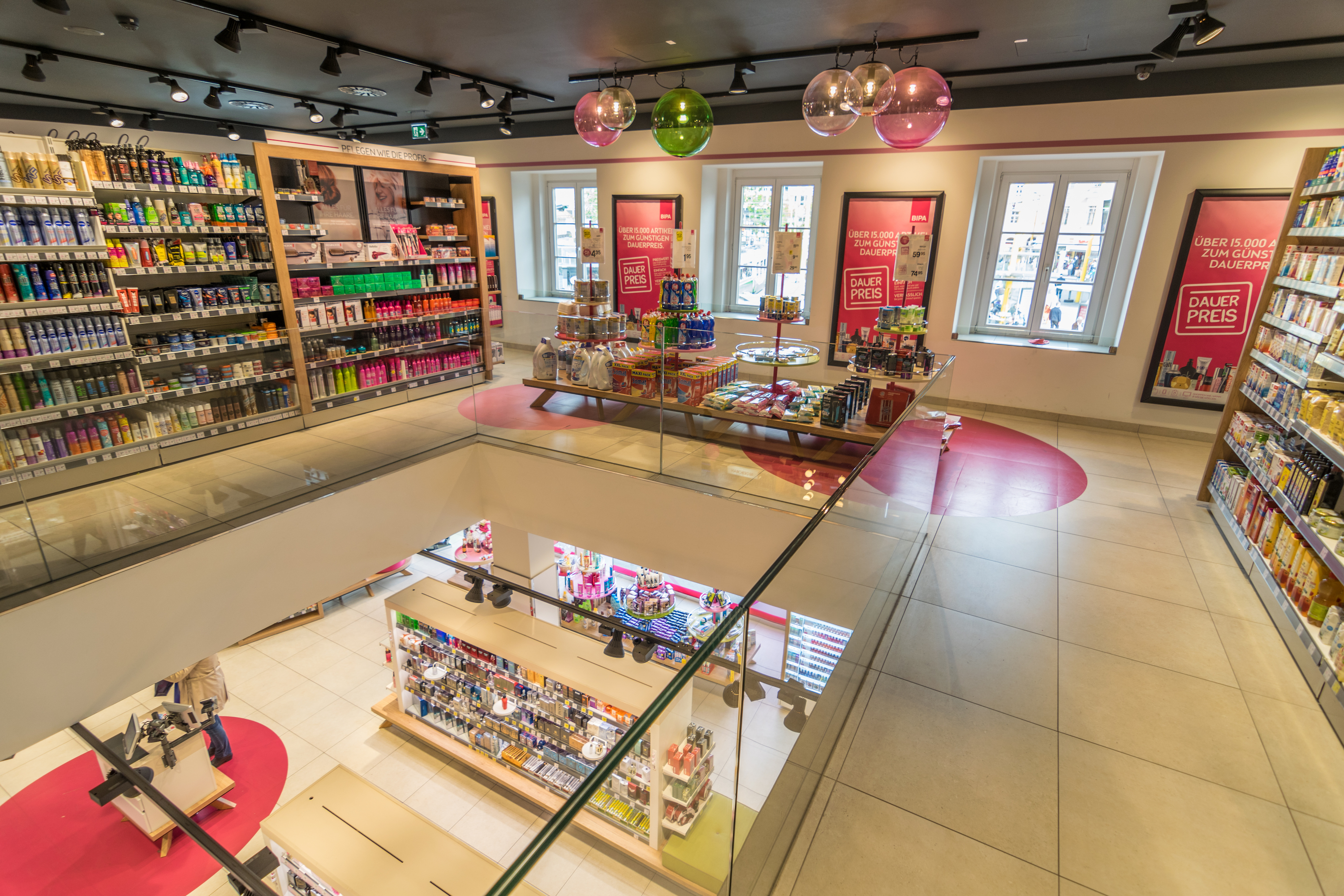
Innenaufnahme einer Bipa-Filiale in Graz (2017)

1953 eröffnete Karl Wlaschek seine erste Drogerie. Später dehnte er das Sortiment auf Lebensmittel aus. In den 1960er und 1970er Jahren entwickelte sich Billa (für „billiger Laden“) zu einem florierenden Einzelhandelsunternehmen. Um das Geschäft zu diversifizieren und die Konkurrenz auf Abstand zu halten, gründete Wlaschek schließlich Anfang der 1980er Jahre die Drogeriekette Bipa (für „billige Parfümerien“). Sie war mit Billa, Merkur, Libro und anderen Handelsfirmen Teil der sogenannten BML-Holding. Die erste Filiale richtete man in der Goldschmiedgasse im 1. Wiener Bezirk ein. Das Sortiment umfasste Produkte aus allen Bereichen der Drogerie und Parfümerie. 1988 dehnte Bipa mit dem Start der Fotoshops sein Angebot auf Dienstleistungen aus.
Ein geändertes Konsumverhalten führte in den 1990er Jahren zu einem strukturellen Wandel der Branche, dazu kam die Öffnung der Märkte nach Osteuropa. Mitte der 1990er Jahre beherrschten Bipa, die dm-Drogerien und Schlecker drei Viertel des Marktes. Zur Sicherung seines Lebenswerks verkaufte Wlaschek 1996 große Teile seines Unternehmens an die Rewe Group. Davon war neben den Billa-, Emma-, Merkur- und Mondo-Läden auch Bipa betroffen. Der deutsche Konzern stellte sich durch die Akquisition von Bipa und Co. internationaler auf. Gleichzeitig setzte das Unternehmen seinen Expansionskurs in Österreich fort: 1997 begann die Eröffnung 100 zusätzlicher Filialen. Außerdem brachte Bipa die ersten Eigenmarken in den Verkauf.
Parallel zu Billa baute Bipa um die Jahrtausendwende sein E-Commerce-Geschäft auf. Während das Unternehmen 1999 erstmals mehr Standorte als die dm-Drogerien hatte, überschritt es 2004 die Marke von 500 Filialen. Aus diesem Anlass öffnete im Wiener Einkaufszentrum Ringstraßen-Galerien ein Flagshipstore mit über 400 Quadratmetern Verkaufsfläche und einem erweiterten Sortiment. Er sollte als Vorbild für andere Läden dienen. Tatsächlich wurde beispielsweise die Textilreinigung in vielen anderen Bipa-Filialen übernommen. Neben dem Ausbau der Präsenz in Österreich expandierte Bipa ab 2004 nach Italien, testweise auch nach Deutschland. In Italien entwickelte sich Bipa neben Penny zum wichtigen Wachstumstreiber für den Konzern.
2007 startete Bipa in Kroatien. Im selben Jahr fand eine umfassende Modernisierung von Aufbau und Aussehen der Drogeriekette statt. Damit einher ging die energetische Sanierung vieler Filialen. Anlässlich des dreißigjährigen Bestehens von Bipa intensivierte das Unternehmen sein soziales Engagement: 2010 kündigte man an, Schulprojekte mit einer halben Million Euro zu fördern. 2013 führte Bipa als einer der ersten Einzelhändler die Bezahlung per Handy ein. Ungeachtet solcher Innovationen machten der preisgetriebene Wettbewerb und die Renovierung der Filialen dem Unternehmen zu schaffen. In den Jahren 2013 und 2014 brach der Gewinn ein. Der Trend wurde 2015 umgekehrt, insbesondere durch Zuwächse im E-Commerce.
Dennoch hatte Bipa seine Position als Marktführer zwischenzeitlich an die dm-Drogerien verloren. Dies war einer der Gründe für personelle Veränderungen an der Spitze des Unternehmens. Um weiter gegen die Konkurrenz bestehen zu können, senkte Bipa im Jahr 2016 die Preise für tausende Produkte und passte sein Sortiment an die Wünsche der Kundschaft an. Während die Parfümerie reduziert wurde, baute man das Angebot an Lebensmitteln aus. Seitdem stehen bei Bipa mehr gesunde Produkte wie Müsli in den Regalen. Auch Kosmetik und Pflegeprodukte erhielten mehr Raum. Des Weiteren wurde 2017 abermals ein Relaunch gestartet, sowohl in den Filialen als auch im Werbeauftritt. Seitdem kommen verstärkt sanfte Farben, natürliche Materialien und warmes Licht in Bipa-Drogerien zum Einsatz.

## Struktur
Bipa ist eine Vertriebslinie der Rewe Group. Das Unternehmen ist als Gesellschaft mit beschränkter Haftung nach österreichischem Recht organisiert. Es gehört zum Konsolidierungskreis des Konzerns. Bipa beschäftigte 2017 rund 4000 Mitarbeiter, die am Gewinn beteiligt sind. 2008 wurde dem Unternehmen für seine Tätigkeit als Lehrbetrieb das Österreichische Staatswappen verliehen.
Das Sortiment umfasst 15.000 Produkte, die in derzeit rund 600 Filialen angeboten werden. Nach eigenen Angaben verfügt Bipa über rund 3,3 Millionen Stammkunden. Für sie bietet das Unternehmen eine Kundenkarte an, mit der sie für jeden Einkauf Punkte sammeln und diese in Prämien und Geschenke umtauschen können. Neben dem stationären ist der elektronische Handel ein wichtiges Standbein des Unternehmens. Dieser unterstützt verschiedene Zahlungsmethoden und ermöglicht sowohl die Lieferung frei Haus als auch die Abholung in einer Filiale. Seit 2015 ist der Onlineshop von Bipa barrierefrei.
Aufgrund der verstärkten internationalen Expansion, ab 2026 auch nach Rumänien, wird 2025 die neue Organisationseinheit Bipa International aufgebaut, deren Leitung Markus Geyer zum 1. September 2025 zusätzlich zu seiner bisherigen Position übernimmt.

## Kritik
1998 prozessierte der Österreichische Drogistenverband gegen das Unternehmen aufgrund unlauteren Wettbewerbs. Das Landesgericht Wiener Neustadt untersagte Bipa, sich als „Drogeriekette“ oder „Drogist“ zu bezeichnen. Die Begriffe wurden in Werbeaussendungen verwendet, obwohl man zum damaligen Zeitpunkt den vorgeschriebenen Befähigungsnachweis für dieses Gewerbe nicht vorweisen konnte. Der Verband betrachtete dies als Irreführung von Konsumenten.
1998/1999 geriet Bipa in einen Konflikt mit der Gewerkschaft der Privatangestellten. Dem Unternehmen wurde abermals unlauterer Wettbewerb vorgeworfen, weil die beiden Filialen am Franz-Josefs-Bahnhof und am Praterstern in Wien an Sonntagen sämtliche Waren anboten, obwohl eigentlich nur der Verkauf von Reisetoiletteartikeln erlaubt war. Bipa bedauerte dieses Vorgehen und sagte zu, sich an allen Standorten an die gesetzlichen Vorgaben zu halten.
2008 äußerte sich die Arbeiterkammer kritisch über die Kundenkarte des Unternehmens. Ein Preisvergleich ergab, dass knapp 20 Prozent der Sonderangebote teurer als bei anderen Drogerien waren. Bipa wies die Vorwürfe unter Verweis auf seine Bestpreisgarantie zurück.